# Eua (ciudad)
Eua o Eva (en griego, Εὔα) es el nombre de una antigua ciudad griega de Laconia que también perteneció al territorio de Argólide en determinados periodos.
En tiempo de Pausanias pertenecía a Argólide. Este sitúa cerca de ella a Neris y a Antene, y menciona que Eua era la mayor de las tres y que allí había un santuario de Polemócrates, hijo de Macaón.
Se ha sugerido que debió localizarse en la actual Ellinikó.